# Blahová
Blahová és un poble i municipi d'Eslovàquia que es troba a la regió de Trnava, a l'oest del país.

## Història
La vila fou fundada el 1951.

## Demografia
| Godina             | 1994 | 2004   | 2014   | 2024    |
| ------------------ | ---- | ------ | ------ | ------- |
| Nombre de persones | 376  | 361    | 365    | 434     |
| Diferència         |      | −3,98% | +1,10% | +18,90% |

| Godina             | 2023 | 2024   |
| ------------------ | ---- | ------ |
| Nombre de persones | 418  | 434    |
| Diferència         |      | +3,82% |